# Regionalna nogometna liga – Sjever – Skupina A 1990./91.
Regionalna nogometna liga – Sjever – Skupina A, također i kao Regionalna nogometna liga Varaždin – Čakovec, Regionalna nogometna liga Zagreb – Sjever – Skupina A u sezoni 1990./91. je bila liga petog stupnja nogometnog prvenstva Jugoslavije. Sudjelovalo je 14 klubova, a prvak je bila "Podravina" iz Ludbrega.

## Ljestvica
| mj. | klub                     | ut. | pob. | ner. | por. | gol+ | gol- | bod |
| --- | ------------------------ | --- | ---- | ---- | ---- | ---- | ---- | --- |
| 1.  | Podravina Ludbreg        | 26  | 13   | 7    | 6    | 39   | 24   | 33  |
| 2.  | Omladinac Novo Selo Rok  | 26  | 13   | 7    | 6    | 50   | 30   | 33  |
| 3.  | Ivančica Ivanec          | 26  | 13   | 4    | 9    | 57   | 36   | 30  |
| 4.  | Nedeljanec               | 26  | 10   | 8    | 8    | 44   | 37   | 28  |
| 5.  | Graničar Kotoriba        | 26  | 10   | 8    | 8    | 41   | 38   | 28  |
| 6.  | Mladost Sigetec          | 26  | 10   | 7    | 9    | 46   | 45   | 27  |
| 7.  | Spartak Mala Subotica    | 26  | 9    | 7    | 10   | 38   | 39   | 25  |
| 8.  | Polet Pribislavec        | 26  | 8    | 9    | 9    | 39   | 42   | 25  |
| 9.  | Hraščica                 | 26  | 11   | 3    | 12   | 28   | 43   | 25  |
| 10. | Dinamo Palovec           | 26  | 8    | 8    | 10   | 36   | 41   | 24  |
| 11. | Partizan Strahoninec     | 26  | 9    | 6    | 11   | 33   | 42   | 24  |
| 12. | Crvena zvijezda Sračinec | 26  | 9    | 5    | 12   | 33   | 27   | 23  |
| 13. | BSK Belica               | 26  | 6    | 9    | 11   | 33   | 39   | 21  |
| 14. | Udarnik Kućan Gornji     | 26  | 6    | 6    | 14   | 41   | 66   | 18  |

## Rezultatska križaljka
| kratica | klub                     | BSK | CRZ | DIN | HRA | GRA | IVA | MLA | NED | OML | PAR | POD | POL | SPA | UDA |
| --- | ------------------------ | --- | --- | --- | --- | --- | --- | --- | --- | --- | --- | --- | --- | --- | --- |
| BSK | BSK Belica               |     |     |     |     |     |     |     |     |     |     |     |     |     |     |
| CRZ | Crvena zvijezda Sračinec |     |     |     |     |     |     |     |     |     |     |     |     |     |     |
| DIN | Dinamo Palovec           |     |     |     |     |     |     |     |     |     |     |     |     |     |     |
| HRA | Hraščica                 |     |     |     |     |     |     |     |     |     |     |     |     |     |     |
| GRA | Graničar Kotoriba        |     |     |     |     |     |     |     |     |     |     |     |     |     |     |
| IVA | Ivančica Ivanec          |     |     |     |     |     |     |     |     |     |     |     |     |     |     |
| MLA | Mladost Sigetec          |     |     |     |     |     |     |     |     |     |     |     |     |     |     |
| NED | Nedeljanec               |     |     |     |     |     |     |     |     |     |     |     |     |     |     |
| OML | Omladinac Novo Selo Rok  |     |     |     |     |     |     |     |     |     |     |     |     |     |     |
| PAR | Partizan Strahoninec     |     |     |     |     |     |     |     |     |     |     |     |     |     |     |
| POD | Podravina Ludbreg        |     |     |     |     |     |     |     |     |     |     |     |     |     |     |
| POL | Polet Pribislavec        |     |     |     |     |     |     |     |     |     |     |     |     |     |     |
| SPA | Spartak Mala Subotica    |     |     |     |     |     |     |     |     |     |     |     |     |     |     |
| UDA | Udarnik Kućan Gornji     |     |     |     |     |     |     |     |     |     |     |     |     |     |     |
| |                          |     |     |     |     |     |     |     |     |     |     |     |     |     |     |
| podebljan rezultat - utakmice od 1. do 13. kola (1. utakmica između klubova) rezultat normalne debljine - utakmice od 14. do 26. kola (2. utakmica između klubova) rezultat nakošen - nije vidljiv redoslijed odigravanja međusobnih utakmica iz dostupnih izvora rezultat smanjen * - iz dostupnih izvora nije uočljiv domaćin susreta prekrižen rezultat - poništena ili brisana utakmica p - utakmica prekinuta 3:0 p.f. / 0:3 p.f. - rezultat 3:0 bez borbe (_:_ 11 m) - rezultat u raspucavanju jedanaesteraca u slučaju neriješenog rezultata |                          |     |     |     |     |     |     |     |     |     |     |     |     |     |     |